# Lê Đăng Thực
Lê Đăng Thực là nhà quản lý giáo dục, Nhà giáo Nhân dân đầu tiên của ngành điện ảnh Việt Nam. Ông là người thầy đã đào tạo các nghệ sĩ nổi tiếng Khải Hưng, Nguyễn Hữu Phần, Đào Bá Sơn, Bùi Cường, Minh Châu, Quốc Trọng...

## Tiểu sử
Lê Đăng Thực sinh ngày 25 tháng 3 năm 1931 tại Yên Bái  quê gốc ở Cổ Loa, Đông Anh. Năm 1946, ông cùng gia đình ông lên Phố Lu, huyện Bảo Thắng, Lào Cai định cư. 

## Sự nghiệp
Ông tham gia nghệ thuật từ khi còn nhỏ từng làm đội trưởng Đội thiếu nhi toàn thị trấn, tham gia Đội tuyên truyền xung phong tỉnh Lào Cai, Tiểu đoàn biên phòng tỉnh, làm văn thư, liên lạc của tiểu đoàn bộ.
Tháng 9 năm 1948, cùng với Nguyễn Thụ, Bùi Đình Hạc, Lê Đăng Thực được học văn hóa tại trường Trung học Hùng Vương, Phú Thọ, một trong những trường đứng đầu về đào tạo cán bộ cho sự nghiệp kháng chiến của Việt Nam. Năm 1953, chủ tịch Hồ Chí Minh ký "Sắc lệnh thành lập doanh nghiệp quốc gia chiếu bóng và chụp ảnh Việt nam", Lê Đăng Thực trúng tuyển và trở thành trợ lý quay phim cho các đoàn đoàn phim tài liệu Ba Lan, Liên Xô - trong đó có đoàn của Roman Karmen.
tháng 8 năm 1955, khi ông được cử sang Liên Xô học về điện ảnh tại Học viện Điện ảnh Quốc gia toàn Liên bang (VGIK), do đạo diễn do Lev Kuleshov làm chủ nhiệm lớp. Năm 1962, Lê Đăng Thực về nước và được biên chế làm đạo diễn phim truyện tại Xưởng phim truyện Việt Nam. Nhưng sự nghiệp của ông không được thành công, ông chuyển sang nghiên cứu, giảng dạy và dịch thuật. Lê Đăng Thực từng giảng dạy tại Trường Điện ảnh Việt Nam là giáo viên chủ nhiệm của Minh Châu, Thanh Quý, Diệu Thuần, Bùi Cường. Ông sau này là hiệu trưởng thứ hai của trường Đại học Sân khấu - Điện ảnh Hà Nội.
Năm 1997, ông được phong tặng danh hiệu Nhà giáo Nhân Dân.
Cuối tháng 11/2015, các học trò của NGND Lê Đăng Thực đã quyết định tổ chức lễ mừng thọ cho ông. Khoảng 250 nghệ sĩ điện ảnh từ khắp nơi trên đất nước về dự lễ mừng thọ thầy tại Trung tâm Chiếu phim Quốc gia, Hà Nội.
Ông mất vào trưa ngày 20 tháng 4 năm 2016, vì ung thư tuyến tụy, chỉ vài tiếng trước khi được vinh danh tại giải Cánh Diều 2015.

## Sách
Người diễn không chuyên trong phim truyện  - Nhà xuất bản Hội Nhà văn - năm 2015

## Giải thưởng
Bằng khen tại Giải Cánh diều 2015 - cho chuyên luận: “Người diễn không chuyên trong phim truyện”. Cũng trong sự kiện này Lê Đăng Thực cùng nghệ sĩ Hoàng Tích Chỉ được Hội Điện ảnh Việt Nam tri ân vì những đóng góp của họ cho nền điện ảnh Việt Nam.